# Großsteingrab Onsved Marker 7
Das Großsteingrab Onsved Marker 7 ist eine megalithische Grabanlage der jungsteinzeitlichen Nordgruppe der Trichterbecherkultur im Kirchspiel Gerlev in der dänischen Kommune Frederikssund.

## Lage
Das Grab liegt nördlich von Onsved Mark auf einer Feldgrenze. Der Standort liegt auf der Grenze der Kirchspiele Gerlev und Skuldelev. Das Grab wurde ursprünglich unter Skuldelev geführt, mittlerweile aber unter Gerlev, womit auch eine Neunummerierung einher ging. In der näheren Umgebung gibt bzw. gab es mehrere weitere megalithische Grabanlagen.

## Forschungsgeschichte
In den Jahren 1873 und 1942 führten Mitarbeiter des Dänischen Nationalmuseums Dokumentationen der Fundstelle durch. Eine weitere Dokumentation erfolgte 1983 durch Mitarbeiter der Forst- und Naturbehörde.

## Beschreibung
Die Anlage besitzt eine runde Hügelschüttung mit einem Durchmesser zwischen 10 m und 12 m sowie einer Höhe von 1 m. Von der Umfassung sind 13 Steine erhalten. Die Grabkammer ist als Polygonaldolmen anzusprechen. Sie ist nordwest-südöstlich orientiert und hat eine Länge von 1,7 m und eine Breite von 1,6 m. Die Kammer besitzt fünf Wandsteine, der Deckstein fehlt. An der Südostseite befindet sich der 0,3 m breite Zugang zur Kammer. Ihm ist ein nordwest-südöstlich orientierter Gang mit einer Länge von mindestens 5,3 m und einer Breite von 0,6 m vorgelagert. Der Gang bestand ursprünglich aus vier Wandsteinpaaren. 1873 waren noch drei Gangsteine erhalten, 1942 nur noch einer.